# Bernard River
Der Bernard River ist ein etwa 280 Kilometer langer Zufluss der Beaufortsee auf der Banksinsel (englisch Banks Island), die zu den kanadischen Nordwest-Territorien gehört.

## Flusslauf
Der Bernard River hat seinen Ursprung in einem 195 Meter über Meer gelegenen Feuchtgebiet, etwa 16 Kilometer von der Südostküste der Banksinsel entfernt. Er fließt anfangs in nordnordwestlicher Richtung. Bei Flusskilometer 170 trifft der Siogak River rechtsseitig auf den Bernard River. Unterhalb der Mündung des Nahsa Rivers von rechts bei Flusskilometer 85 wendet sich der Bernard River nach Westen. Bei Flusskilometer 70 trifft der Egina River von Norden kommend auf den Bernard River. Dieser bildet im Anschluss auf seiner restlichen Fließstrecke mehrere Flussarme aus, die innerhalb eines etwa zwei Kilometer breiten Kiesbetts verlaufen. Der Bernard River erreicht schließlich die Westküste der Banksinsel und mündet in die Beaufortsee, 185 Kilometer nördlich der Südwestspitze der Insel. Der Bernard River bildet an der Mündung einen acht Kilometer breiten Schwemmkegel aus. Die Insel Bernard Island liegt zentral vor der Mündung. Der Schwemmkegel reicht fast bis zu der Insel.
Das Einzugsgebiet des Bernard River umfasst schätzungsweise 10.300 Quadratkilometer.

## Toponym
Den Namen des Flusses übernahm Thomas Manning von den Inuit, die ihn vermutlich von dem der Insel Bernard Island abgeleitet hatten. Diese war vom Polarforscher Vilhjálmur Stefánsson nach Peter Bernard, dem Kapitän seines Expeditionsschiffs Mary Sachs, benannt worden.

## Fauna
Auf den unteren 170 Kilometern bildet der Bernard River die östliche und nördliche Grenze des Vogelschutzgebiets „Banks Island Migratory Bird Sanctuary No. 1“. Dieses ist nur mit entsprechender Erlaubnis zugänglich.